# NGC 5474
NGC 5474 es una galaxia enana peculiar en la constelación de la Osa Mayor. Es una de las numerosas galaxias satélite que acompañan a la Galaxia del Molinete (M101), una galaxia espiral de gran diseño, siendo la más próxima a la M101.
La interacción gravitatoria entre NGC 5474 y la Galaxia del Molinete ha distorsionado fuertemente la galaxia. Como resultado, el disco y el núcleo están en una relación inusual. La formación de estrellas en esta galaxia (como señala línea espectral de emisión de Hidrógeno) se produce fuera del núcleo. NGC 5474 muestra algunos signos de una estructura en espiral. Como resultado, esta galaxia se clasifica a menudo como una galaxia espiral enana, un grupo relativamente raro de galaxias enanas.